# 도쿄 지하철 06계 전동차
도쿄 지하철 06계 전동차(일본어: 東京地下鉄06系電車)는 1993년 3월 18일부터 2015년 1월 28일까지 운행하였던 도쿄 메트로(구 제도고속도교통영단) 지요다 선의 전동차이다.
07계는 유라쿠초 선의 06계를 기반으로 했다.
이 차량은 동일본 여객철도 조반 완행선, 오다큐 전철 오다와라 선과의 직결 운행에 투입할 목적으로 제작되었다.

## 편성표
|           | ←오다큐 선 가라키다/요요기우에하라 - - - - - - - - - - - - - - - - - - - - - - - - - - - - - - - - - - - - 아야세/JR조반선 도리데→ |               |              |               |                |                |               |               |               |                |
| 형식      | 06-100형 (CT1) | 06-200형 (M1) | 06-300형 (T) | 06-400형 (M2) | 06-500형 (Tc1) | 06-600형 (Tc2) | 06-700형 (M3) | 06-800형 (T') | 06-900형 (M1) | 06-000형 (CT2) |
| 탑재 기기 | | VVVF,CP,BT    |              | VVVF,BT       | DDC            | DDC            | VVVF,CP       |               | VVVF,CP,BT    |                |
| 차량 번호 | 06-101 | 06-201        | 06-301       | 06-401        | 06-501         | 06-601         | 06-701        | 06-801        | 06-901        | 06-001         |

범례
- VVVF: 제어 장치(1C1M4군)
- DDC: 보조 전원 장치(DC-DC컨버터)
- CP: 공기 압축기
- BT: 축전지

## 현황
1993년에 단 1개 편성만 도입되었으며, 2015년에 폐차되었다.
| 차호        | 도입 시기 | 운행 중단 시기 | 비고                      |
| ----------- | --------- | -------------- | ------------------------- |
| 06-101 편성 | 1993년    | 2015년         | 유일하게 도입된 편성이다. |

## 갤러리

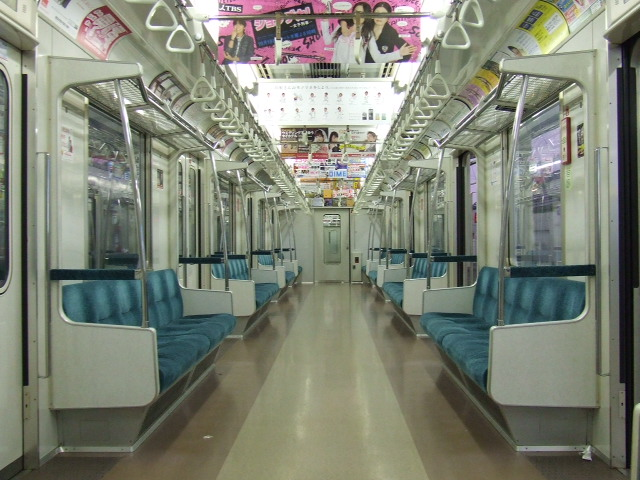
실내
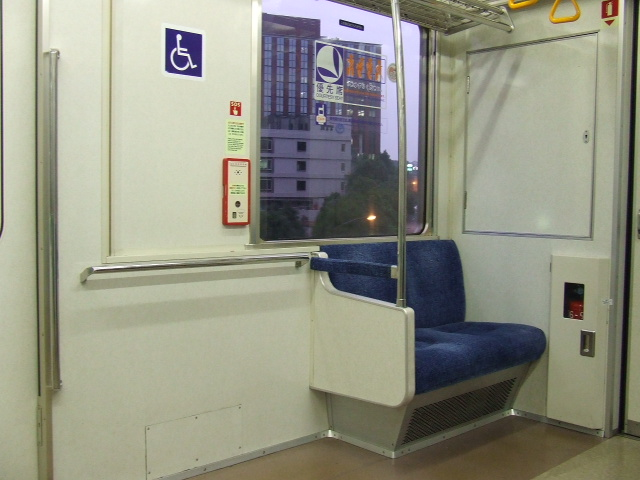
우선석과 휠체어 공간
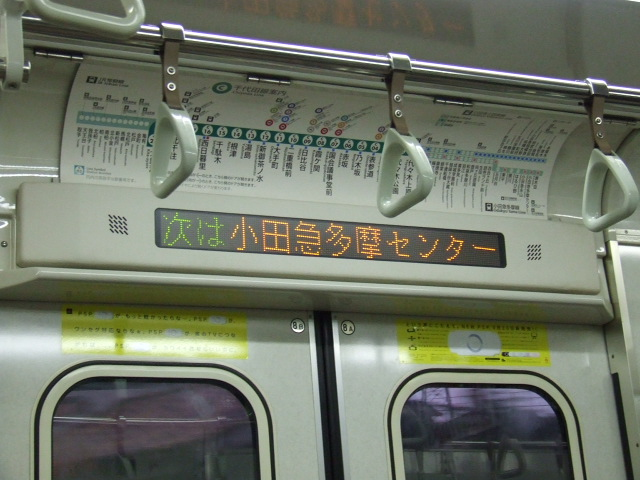
출입문 위의 여객 정보 표시

## 같이 보기
- 도쿄 지하철 07계 전동차 - 본 계열과 동일한 디자인의 전동차이다. 유라쿠초 선용으로 만들어졌으며 현재는 도자이 선에 재적하고 있다.